# Den perlefyldte grav
Den perlefyldte grav (the Beaded Burial eller the Beaded Birdman Burial) i Illinois, USA, er en forhistorisk gravplads fundet i gravhøjen Mound 72 i mississippi-kulturens største by, Cahokia.:  Blandt skeletterne af flere end 270 højlagte kroppe fordelt på 15 pladser i højen:407  lå skeletterne af en kvinder og en mand, der delvist hvilede på og delvist var dækket af mindst 10.401 diskformede kunstperler.:79  Tæt omkring dem fandt arkæologer skeletter eller knogledele efter mindst 10 andre individer,:413  deriblandt et barn på fem år.:415  En ung mand var begravet med ansigtet nedad, albuerne bøjet og hænderne tæt ved hovedet, mens hans højre ben var trukket op og ud til siden. Den uortodokse stilling nærer spekulationer om, at han var blevet smidt ned i graven eller var blevet levende begravet.:415 
Fire meter fra the Beaded Burial lå resterne af 10 kroppe, hvoraf tre var gravlagt senere end de øvrige. Af gravgaver var der 750 pilespidser inddelt i bunker efter deres facon, 70 liter marieglas-flager, flere tusinde kunstperler strøet ud i en smal, aflang bunke samt 15 skiveformede sten:410  brugt som rekvisitter i chunkey-spil:412  og nogle få kobber-omviklede (kaste)stave.:410  Et skelet af en ung kvinde:415  lå isoleret i højen.:410 
The Beaded Burial med de to skeletter (først fejlagtigt angivet at være af to mænd):413  har været genstand for spekulationer og udlægninger siden fundet i 1967,:405  idet perlerne ved siden af mandens kranie tilsyneladende var formet som en silhuet af et fuglehoved i profil.:425 

## Den perlefyldte grav

### Mound 72
Mound 72 er en ca. to meter høj, knap 43 meter lang og 22 meter bred højderygs-jordhøj placeret i den centrale del af Cahokia,:148  850 meter syd for hovedhøjen Monks Mound.:40  Højen er anlagt, så den helt dækker og rummer tre mindre, oprindelige gravhøje med folk jordfæstet på tre forskellige tidspunkter mellem ca. 950 og 1150.:407 
Størsteparten af de 270 højlagte mænd og kvinder lå tæt i flere massegrave i både den midterste høj og i en høj i den nordvestlige ende af Mound 72. Mange menes at have været en slags tjenestefolk eller måske slaver,:7  der blev dræbt for at følge en rangsperson i graven.:407  En grav i den nordvestlige høj indeholdt 36.177 kunstperler.:421 
De to skeletter på perlelejet lå i en lille høj i den sydøstlige ende af Mound 72.:407 

### Graven med perler
Omkring år 1015:416  strøede folk kunstperler af forskellige størrelser:418  ud på jorden som forberedelse til en begravelse af flere individer i det, der med tiden ville ende som Mound 72. De diskformede perler fremstillet af konkylier fra Den Mexicanske golf:79  dannede et rektangulært leje på ca. 0,7 x 1,5 meter.:414  Fra kanten af hovedenden fortsatte perlerne et sted ud i en ca. 25 cm tynd, svagt buet forgrening, der lignede en fuglehals, som gled over i et fuglehoved tegnet i kontur. Den buede hals og undersiden af næbbet tegnede sig skarpt. Skeptiske arkæologer har varsomt påpeget, at de perfekte buer (og også selve fuglehovedet) kan være dannet tilfældigt, ved at perlerne blev strøet ud omkring f.eks. en rund kurv, der ikke er fundet rester af i graven som følge af tidens gang.:425 
Det (sandsynligvis) skindomviklede lig af en kvinde først i 20erne blev lagt på langs delvist på perlelagets højre side og med resten af kroppen udenfor.:413  Det nederste af skindbylten med kvindens lår og underben blev dækket af både løse perler og perler på snor.:419-420  Den (sandsynligvis) indpakkede og udstrakte krop af en afdød mand, også først i 20erne, blev placeret oven på den højre side af den udstrakte kvindekrop og halvt på perlelejet. Ligene vendte ens (hoved ved hoved), de afdøde lå på ryggen og begges ansigter var drejet mod venstre.:413  Nogle få knoglerester fra både en kvinde og en mand blev lagt ved kanten af perlelejet på mandens højre side. Et lag løse perler blev strøet ud langs mandens højre side, men ingen perler dækkede liget.:420 

### Fortolkninger af graven
Ifølge én teori var det en kendt indiansk heltemyte, der gav inspiration til graven med det mulige fuglemotiv.:412 
En grundig undersøgelse af fundene i Mound 72 afslørede mangler ved de første studier af dem, hvilket har ført til nye fortolkninger. Nu anses bunken af perler fremstillet af konkylier i tæt forening med et begravet par og i nærheden af et barn for at være symboler på vand, frugtbarhed og underverdenen.:420 
Fuglesilhuetten ligner ikke et falkehoved, som beskrevet af nogle,:420  og det er stadig uvist, om ligheden med et fuglehoved skyldes en kunstnerisk frembringelse eller en tilfældighed.:425 